# Ransford Osei
Ransford Osei (Accra, 5 dicembre 1990) è un ex calciatore ghanese, di ruolo attaccante.

## Carriera

### Nazionale
Ha segnato 6 gol in altrettante partite nei Mondiali Under-17 del 2007. Ha giocato una partita da titolare nei Mondiali Under-20 del 2009 ed una partita di qualificazione ai Mondiali nel 2007; è stato tra i convocati per la Coppa d'Africa del 2010, nella quale non è mai sceso in campo.

## Palmarès

### Club

#### Competizioni nazionali
- Campionato ghanese: 1

Asante Kotoko: 2012-2013
- Ghana Super Cup: 2

Asante Kotoko: 2012, 2013
- Campionato olandese: 1

Twente: 2010

### Nazionale
- Campionato mondiale Under-20: 1

Egitto 2009